# La nuova ecologia
La nuova ecologia è una rivista periodica mensile italiana, pubblicata a cura di Legambiente.
Viene inviata agli abbonati e ai soci di Legambiente, oltre ad essere venduta anche nelle principali librerie.

## Storia
La testata è nata nel 1978 con il nome di Ecologia (diventerà La nuova ecologia l'anno successivo) insieme ai primi gruppi ambientalisti che si battono contro la costruzione delle mega centrali (ed in particolare delle centrali nucleari).
Dopo varie esperienze (nata inizialmente come società cooperativa, passata nel corso degli anni per vari editori), essa è diventata negli ultimi anni organo ufficiale della associazione Legambiente.
Dal 2005 esce con una nuova serie che dà spazio ad inchieste, reportage dall'Italia e dall'estero, dossier di approfondimento, proposte per uno stile di vita ecocompatibile.

## Collaboratori famosi
Tra i collaboratori storici più noti si possono citare Antonio Cederna, Alexander Langer, Gianni Mattioli, Massimo Scalia, Paolo Degli Espinosa, Laura Conti, Marcello Cini, Enzo Tiezzi, Virginio Bettini, Giancarlo Pinchera, Emilio Lonardo, Tommaso Sinibaldi, Mercedes Bresso, Gianni Silvestrini, Riccardo Basosi, Enrico Falqui, Fabrizio Giovenale, Walter Ganapini. Nel corso degli anni hanno diretto la rivista Virginio Bettini, Andrea Poggio, Paolo Gentiloni, Fulvia Fazio, Vittorio Papi, Enrico Fontana, Marco Fratoddi.
Fra i collaboratori fissi Vandana Shiva ed Ermete Realacci.